# Protocole de Skype
Skype utilise un réseau de téléphonie par internet (VoIP) propriétaire. Le protocole n'a pas été diffusé publiquement par Skype, et les applications officielles qui utilisent ce protocole ne sont pas libres. La principale différence entre Skype et les autres logiciels de téléphonie par internet est que Skype opère sur un modèle pair à pair, au lieu d'un modèle client-serveur traditionnel. Le répertoire des utilisateurs de Skype est complètement décentralisé et distribué parmi les nœuds du réseau, ce qui signifie que le réseau peut atteindre une grande taille très facilement (avec actuellement environ 240 millions d'utilisateurs) sans nécessiter d'infrastructure centralisée complexe et coûteuse.
Le réseau Skype n'est pas interopérable avec les autres réseaux de VoIP. De nombreuses tentatives d'étudier et/ou de rétro-concevoir le protocole ont été entreprises pour révéler le protocole, étudier la sécurité et permettre la création de clients non officiels.
Le 2 juin 2011, un chercheur russe, Efim Bushmanov, a publié un code source du protocole, obtenu par reverse-engineering, dans le but de produire une version open source de Skype. Le 8 juillet 2012, un chercheur béninois, Ouanilo Medegan, publie lui aussi les résultats de son travail de reverse-engineering, dont le code source d'un client compatible.